# Пиргопуло
Пиргопуло или Пиргополо или Пиргоплово е историческо село в Източна Тракия, Турция, околия Малък Самоков, вилает Лозенград, съществувало до 1913 година.

## География
Селото е било разположено по поречието на река Резвая (около 30 км от устието) в Странджа, на 10 километра западно от село Блаца.

## История
В XIX век Пиргопуло е българско село във Василиковска каза на Османската империя. По време на Илинденско-Преображенското въстание 130 души от населеното място са избити в местността Узунбуджак(дн. резерват Лопушна, България).Информацията е част от външни препратки от книгата на Христо Силянов, "Освободителните борби на Македония", Том 1, стр. 428.Според статистиката на професор Любомир Милетич в 1912 година в селото живеят 51 български семейства или 214 души.
При избухването на Балканската война в 1912 година 2 души от Пиргополи са доброволци в Македоно-одринското опълчение.
Населението на Пиргопуло се изселва след Междусъюзническата война в 1913 година. Бежанците от Пиргопуло са настанени в село Кости.

## Личности
Родени в Пиргопуло
- Васил Ралев Георгиев, български революционер, войвода на местната смъртна дружина през Илинденско-Преображенското въстание[5]
- Вълчо Димитров – Рака, ръководител на селския комитет на ВМОРО през 1903 година[6]
- Киро Димов, македоно-одрински опълченец, 2 отделна партизанска рота[7]
- Киро Стоянов – Антиката, член на революционния комитет в селото през 1903 година[8]
- Янчо Мандраджиев (1882 – ?), деец на ВМОРО